# Festival (skivbolag)
Festival är Frälsningsarméns skivbolag. Under årens lopp har Frälsningsarmén gett ut musik på stenkakor, kassettband, EP-, LP-skivor och CD.